# João Havelange

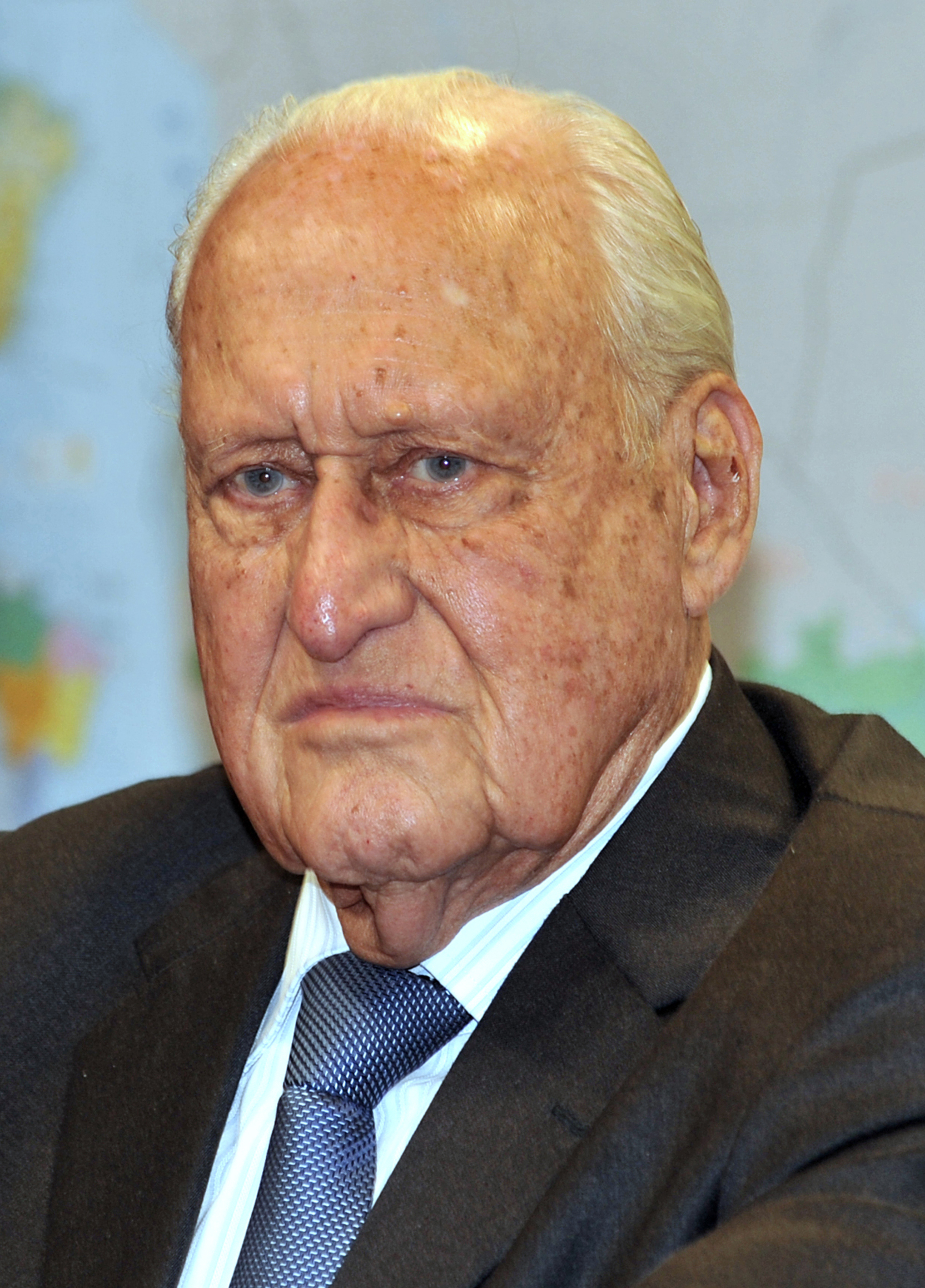
João Havelange (2010)

Jean-Marie Faustin Goedefroid de Havelange, kurz João Havelange (* 8. Mai 1916 in Rio de Janeiro; † 16. August 2016 ebenda), war ein brasilianischer Fußballfunktionär und Rechtsanwalt.
Von 1974 bis 1998 war er der siebte Präsident des Fußball-Weltverbandes FIFA und von 1963 bis 2011 Mitglied des Internationalen Olympischen Komitees (IOC). Zudem war er Ehrenpräsident der FIFA. Unter Havelanges Führung entwickelte sich die FIFA zum größten Sportverband der Welt; ihr gehörten im Jahr 2005 Verbände aus mehr Staaten an, als die Vereinten Nationen Mitglieder haben. In seiner 24-jährigen Amtszeit baute Havelange ein „Nahrungskette“ genanntes System von gegenseitiger Begünstigung auf.
Havelange stand wegen seines als autokratisch beschriebenen Führungsstils wiederholt in der Kritik. 2011 bestätigte sich der langjährige Verdacht, dass Havelange während seiner Zeit als FIFA-Präsident Schmiergeldzahlungen in Millionenhöhe entgegengenommen hatte. Er musste daher aus dem Olympischen Komitee zurücktreten.

## Leben
Havelanges Vater war ein Waffenhändler aus Lüttich in Belgien, der nach Brasilien ausgewandert war. Der Vater starb, als João Havelange 17 Jahre alt war. Bei den Olympischen Spielen von Berlin 1936 war Havelange als Schwimmer dabei, bei den Spielen von Helsinki 1952 trat er als Wasserball-Spieler an. Havelange studierte Jura an der Universidade Federal Fluminense.
Havelange war ebenso 1950 beim Sieg Uruguays im Maracanã, dem sogenannten Maracanaço, anwesend, wie auch bei zwölf weiteren Fußball-Weltmeisterschafts-Endrunden.

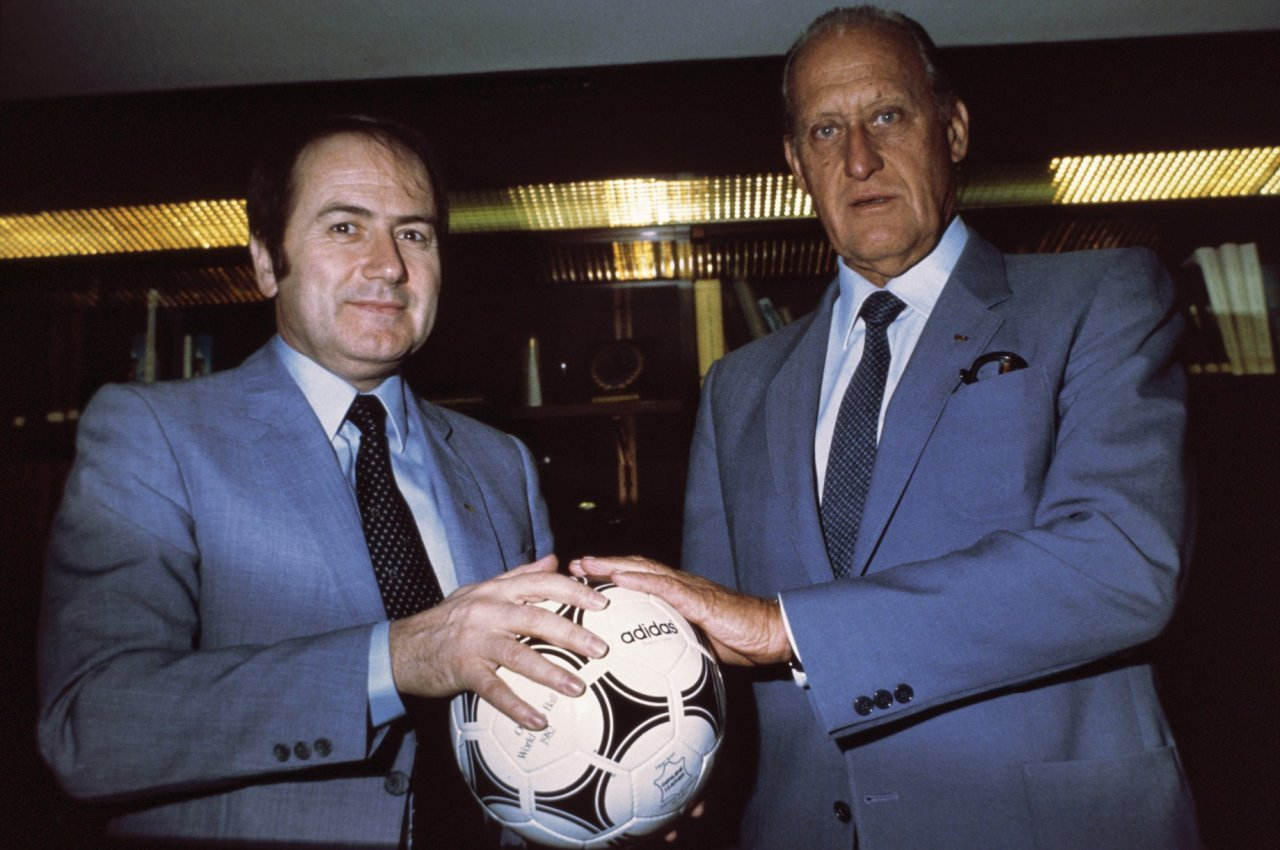
Generalsekretär Sepp Blatter und Präsident João Havelange anlässlich der Fußball-Weltmeisterschaft 1982

Von 1958 bis 1975 war Havelange Präsident des Brasilianischen Sportbundes, der nicht nur für Fußball, sondern auch für 23 weitere Amateursportarten zuständig war. Doch war der Fußball die alles beherrschende Sportart in Brasilien. Havelange wurde am 11. Juni 1974 Präsident der FIFA und hatte diese Position bis zum 8. Juni 1998 inne. Sein Nachfolger wurde Sepp Blatter.
Seinen Kritikern, die ihn oft als Despoten bezeichneten, hielt er entgegen: „Als ich im FIFA-Hauptquartier in Zürich ankam, da fand ich ein altes Haus vor und ein bisschen Geld in einer Schublade. Als ich 24 Jahre später meinen Posten räumte, besaß die FIFA Verträge und Besitztümer im Wert von über vier Milliarden US-Dollar.“ 1990 regte Havelange eine (nicht umgesetzte) Regeländerung an, die als revolutionär eingestuft wurde: Er schlug vor, Fußballspiele in je 25-minütigen Vierteln anstatt in zwei Hälften je 45 Minuten austragen zu lassen. Er versprach sich von den zusätzlichen Spielunterbrechungen weitere Werbemöglichkeiten und Einnahmequellen.
In seiner Heimatstadt Rio de Janeiro wurde das Olympiastadion für die Sommerspiele 2016 nach Havelange benannt; es wurde 2007 fertiggestellt. Auch das Hauptgebäude des CONCACAF (Nord- und Zentralamerikanische und karibische Fußballkonföderation) ist nach ihm benannt.
Im Dezember 2011 wurde Havelange vom Internationalen Olympischen Komitee (IOC) zum Rücktritt aufgefordert, sonst wäre er wegen erwiesener Korruption aus dem IOC ausgeschlossen worden. Havelange zählte zu den Hauptbegünstigten des größten bekannten Korruptionssystems der Sportgeschichte: ISL/ISMM ging 2001 in Konkurs; im anschließenden Strafverfahren wurde strafgerichtlich festgestellt, dass die ISL in der Zeit von 1989 bis 1999 insgesamt 138 Millionen Schweizer Franken Schmiergeld an zahlreiche Sportfunktionäre gezahlt hatte.
Noch 2012 wurde Havelange für den Friedensnobelpreis für „seinen Einsatz für soziale Gerechtigkeit“ nominiert. Havelange zeigte sich über die Nominierung hocherfreut und beteuerte, „niemals Geld von irgendjemandem genommen zu haben“.
Wegen der Korruptionsvorwürfe gegen ihn trat Havelange am 30. April 2013 als Ehrenpräsident der FIFA zurück.
Havelange starb im August 2016 während der Olympischen Spiele in Rio de Janeiro im Alter von 100 Jahren in einem Krankenhaus im Stadtteil Botafogo. Er hinterließ seine Ehefrau und seine Tochter, die bis zu ihrer Scheidung im Jahr 1997 mit dem brasilianischen Fußballfunktionär Ricardo Teixeira verheiratet war. Er hatte drei Enkelkinder.
Im Rahmen der WDR-Dokumentationsreihe Sport Inside wurden Ende 2016 Havelanges Beziehungen zur organisierten Kriminalität in Brasilien, unter anderem zu Castor de Andrade offengelegt.

## Auszeichnungen (Auszug)
- 1984: Großkreuz des Verdienstordens der Italienischen Republik
- 2003: Großes Silbernes Ehrenzeichen für Verdienste um die Republik Österreich[15]